# Rudolf von Kalben
Rudolf Heinrich Detloff von Kalben (* 29. April 1869 in Vienau; † 22. März 1951 in Hanerau) war ein deutscher Offizier, Landwirt und Regionalhistoriker.

## Leben
Rudolf von Kalben war der Sohn des Landwirts Bernhard von Kalben (1821–1887) und dessen Frau Agnes, geborene von Rundstedt (1839–1882). Der Vater war Gutsherr in Vienau. Er hatte noch sieben Schwestern. Nach dem Besuch des Kadettenkorps wurde er am 22. März 1888 als Sekondeleutnant dem 4. Garde-Regiment zu Fuß der Preußischen Armee überwiesen. Am 18. Januar 1891 folgte seine Kommandierung zur Dienstleistung beim Ulanen-Regiment „Hennigs von Treffenfeld“ (Altmärkisches) Nr. 16 sowie ein Jahr später die Versetzung in dieses Regiment. Kalben avanciert Anfang September 1896 zum Premierleutnant und nahm am 18. August 1899 seinen Abschied, um die Bewirtschaftung seines altmärkischen Gutes zu übernehmen. 
Er tat sich nun insbesondere in der Saatzucht hervor. Sein von ihm gezüchteter Vienauer Hafer erlangte große Bekanntheit in der Landwirtschaft. Zudem beschäftigte er sich mit Geschichte seiner Familie und weiteren Themen der Geschichte der Altmark, was zahlreiche Artikel belegen.
Aus seiner am 29. September 1896 in Hanerau mit Margarethe Wachs (1872–1952), Tochter der Helena Wilhelmine Mannhardt und des Arztes Heinrich Hans Wilhelm Ernst August Wachs, geschlossenen Ehe gingen folgende Kinder hervor:
- Heinrich Detloff (1898–1966)
- Werner (1900–1965), Dipl.-Landwirt, Dr. agr.[2]
- Ursula (* 1906), Stimmbildnerin
- Reyner (1910–1936), Sportlehrer